# Saint-Martin-d'Ardèche
Saint-Martin-d'Ardèche é uma comuna francesa na região administrativa de Auvérnia-Ródano-Alpes, no departamento de Ardèche. Estende-se por uma área de 5,53 km². Em 2010 a comuna tinha 976 habitantes (densidade: 176,5 hab./km²).